# Револверни оръдия Хочкис
Револверните оръдия Хочкис са многостволни оръдия, изобретени във Франция в края на XIX век.
През 1873 г. във френската компания Hotchkiss е създадено петстволно оръдие с калибър 37 мм с ръчно задвижване (неавтоматично), работещо по схемата на Гатлинг. То влиза на въоръжение в много държави, най-вече в морската си версия. Основният недостатък на M1873 е неголемият калибър и свързаните с това неголяма маса на снарядите и тяхната малка разрушителна сила. За това в „Хотчис“ е решено да се построи оръдие с аналогична конструкция, но с по-голям калибър.
През 1879 г. е създадено новото оръдие с калибър 47 мм.

## Конструкция
37-мм петстволни и 47-мм петстволни револверни оръдия (37/5 и 47/5) оръдия (за създаване на удобна класификация в терминологията системите с калибър под 1 инч остават картечници, а системите с калибър над 1 инч и нагоре – скорострелни оръдия) имат еднаква конструкция. Снопът от пет ствола е скрепен посредством два медни диска. При 37/5 оръдия блокът стволове ръчно се върти от наводчика, а за 47/5 оръдия – вторият номер от разчета, наводчикът се занимава само с насочването с помощта на раменен приклад, третия номер попълва подавача за снарядите.
37-мм снаряд тежи 465 г, има начална скорост 435 м/с и далечина от 4400 м. Снарядите се подават от стационарен пълнител (подавач). Максималната скорост на стрелба със силите на разчета съставлява 35 изстрела/минута.

## Оръдията Хочкис в руския флот
Руската империя придобива над 150 оръдия Хочкис, а през 1886 г. е взето решението да се започне производството на тези оръдия в Тулския оръжеен завод. Стволовете за тях се произвеждат от Обуховския завод. Към 1896 г. производството на мноцевните оръдия в Тулския оръжеен завод е прекратен поради преминаването към едностволните оръдия на Хочкис.
Противоминните (за борба с миноносци) многостволни оръдия Хочкис се поставяни на практически всички типове руски военни кораби от последната четвърт на XIX век. При обсадата на Порт Артур те са сваляни от корабите за усилването на сухопътната отбрана.